# Mrakodrap

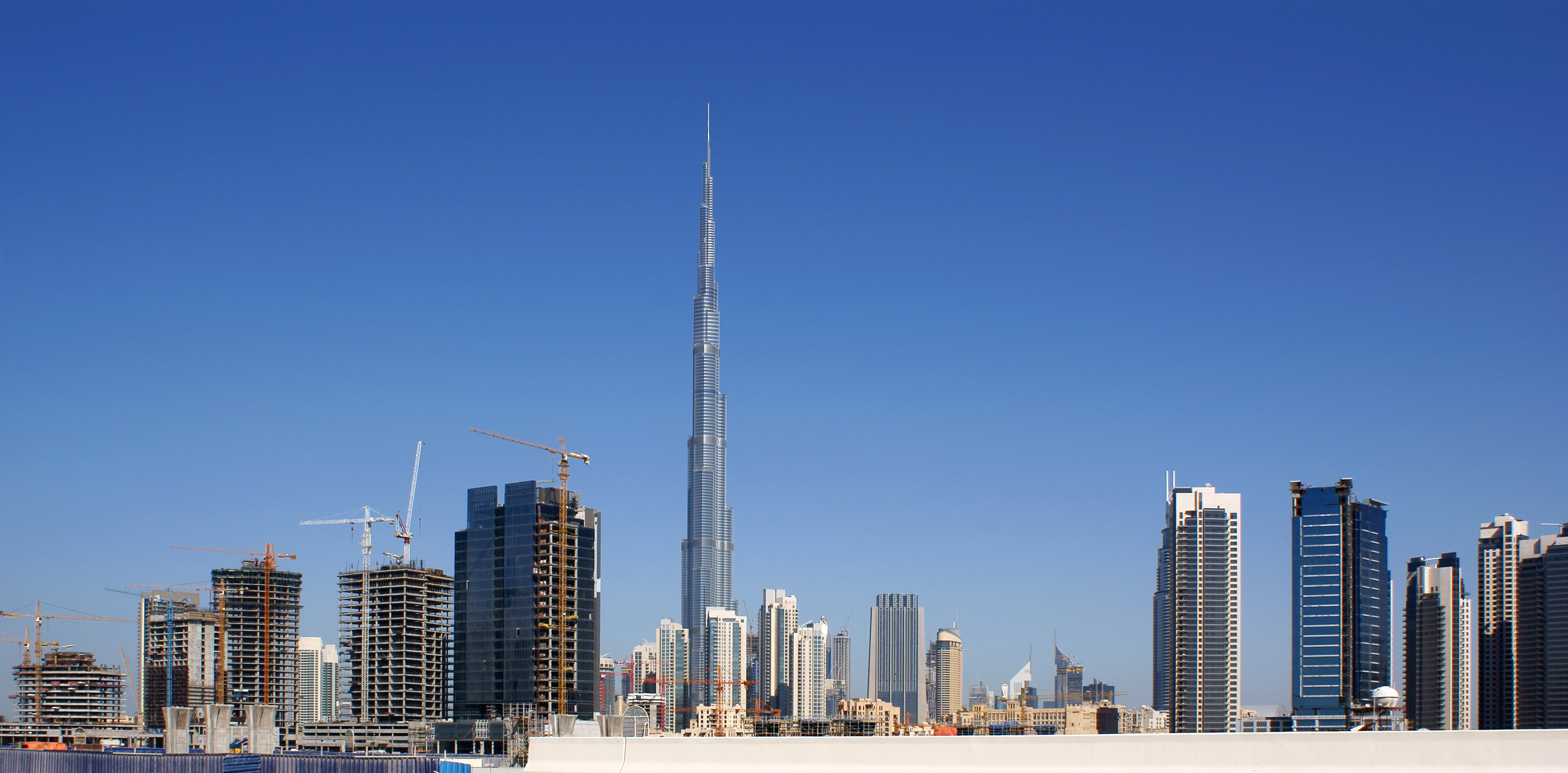
Burdž Chalífa, nejvyšší mrakodrap světa

Mrakodrap je souvisle obyvatelná výšková budova, která má přes 40 pater a je vyšší než přibližně 150 metrů. Za mrakodrapy se také někdy označují budovy, jejichž výška přesahuje 100 metrů. V historii termín nejdříve označoval budovy s 10 až 20 patry, a to koncem 19. století. Definice se posunula s pokrokem ve stavitelství v průběhu 20. století. V mrakodrapech mohou být kanceláře, hotely, byty a obchody. Za mrakodrap se naopak nepovažuje vyhlídková věž či vysílač. Anglická podoba výrazu (skyscraper) vznikla ve Spojených státech amerických, kde byly také první mrakodrapy postaveny. Později se rozšířily do velkých měst celého světa.
Městem s nejvíce mrakodrapy na světě s více než 150 metry je autonomní čínské území Hongkong. Následované New Yorkem, Dubají a Tokiem. V žebříčku 15 měst se jich pět také nachází v Čínské lidové republice (nepočítaje Hongkong). Nejvyšším současným mrakodrapem je Burdž Chalífa v Dubaji, který je vysoký 828 m a byl otevřen dne 4. ledna 2010.

## Charakteristika

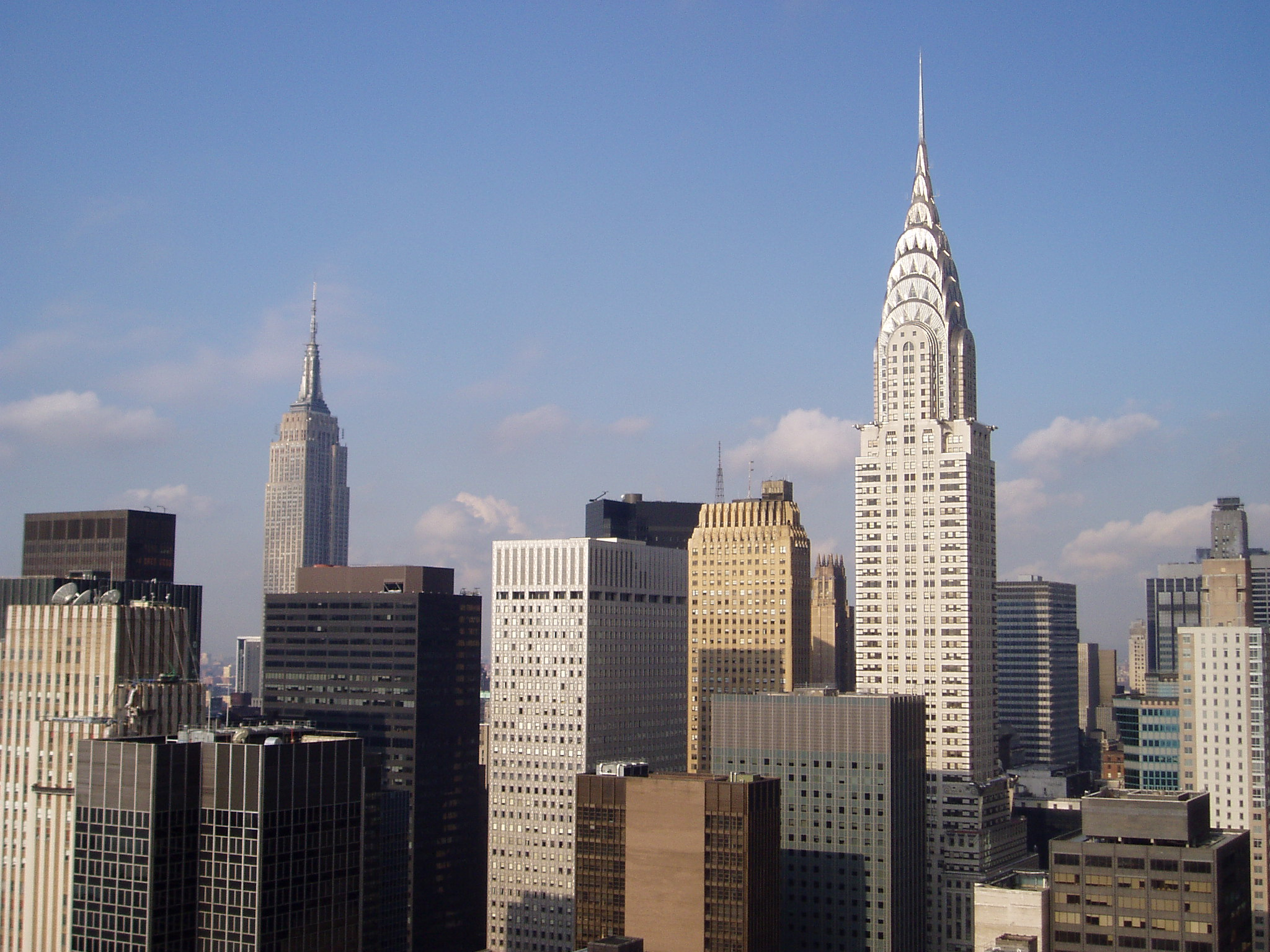
V popředí Chrysler Building, v pozadí Empire State Building a další mrakodrapy v New Yorku

Zatímco u starších výškových budov je jejich výška motivována praktickými (např. majáky), nebo ideovými (kostelní věže) důvody, ke stavbě mrakodrapů vedly důvody komerční. S růstem městské populace v druhé polovině 19. století se zvyšovaly nároky na výstavbu, což vedlo k výraznému zvýšení cen stavebních pozemků. V Chicagu byl pak přímým impulzem k výstavbě mrakodrapů velký požár v roce 1871. Důležitou roli sehrál také začátek průmyslové výroby oceli a vývoj výtahů. Výtahy najednou zatraktivnily horní patra, kde nebyl slyšet hluk z ulice a byl z nich výhled na okolí.
Mrakodrapy jsou však často kritizovány z mnoha důvodů. Snad největší problém je ochrana před požárem, kdy evakuace a záchranné práce jsou velmi složité. Dalšími nežádoucími jevy bylo zemětřesení a extrémní meteorologické zatížení (vítr, prudký a vytrvalý déšť, vysoké nebo nízké venkovní teploty) a další faktory.

## Historie
Nejvyšší stavbou ve starověku byla Chufuova pyramida s výškou 146 m z 26. století př. n. l. První výškové budovy vyrůstaly v klasickém starověku, starověké římské budovy v císařských městech dosahovaly deseti a více pater. V evropském středověku byly hlavně v Itálii (např. v Bologni), ale i v německých městech (Řezno) stavěny věžové obytné domy pro městský patriciát.

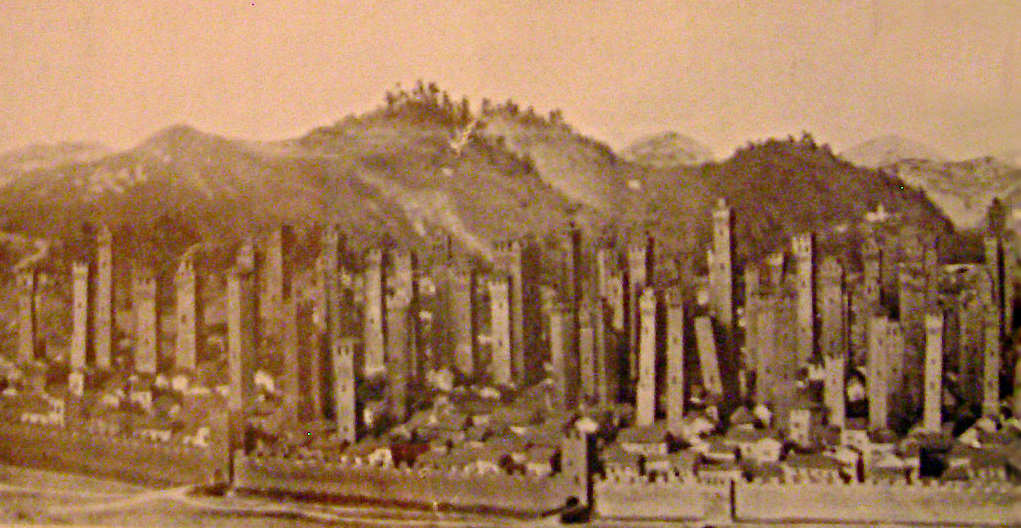
Panorama italského města Bologna v 11. století, kresba Antonio Finelli

Chufuovu pyramidu překonávala od roku 1311 výškou své centrální věže (160 metrů) Lincolnská katedrála v Anglii, až do roku 1549, kdy se tato věž zhroutila. Překonána byla znovu až v roce 1884 Washingtonovým monumentem ve Spojených státech amerických s výškou 169 metrů. Protože však tyto stavby nebyly trvale obyvatelné, neodpovídají moderní definici mrakodrapu.
Termín mrakodrap se poprvé aplikoval na ocelové stavby s nejméně deseti podlažími v USA ve 2. polovině 19. století. V roce 1871 došlo ke katastrofálnímu požáru v Chicagu, kterému padlo za oběť 17 450 budov v centru obchodní čtvrti města. Během šesti týdnů začaly stavební práce na 300 nových budovách. Od té doby byly v architektuře a stavebnictví v USA uplatňovány nové metody. Jakmile litina a ocel nahradila cihly jako základní materiál a budovy byly vybaveny výtahy, rozvoj výškových budov se dále urychlil. Mnohé z prvních mrakodrapů vyrostly právě v Chicagu, další ve velkých městech jako jsou New York, Filadelfie, Detroit a St. Louis. Jako první mrakodrap moderní doby platí budova Home Insurance Building v Chicagu, postavená v roce 1885 pro jednu z mnoha pojišťoven. Měla deset podlaží; byla však v roce 1931 stržena.

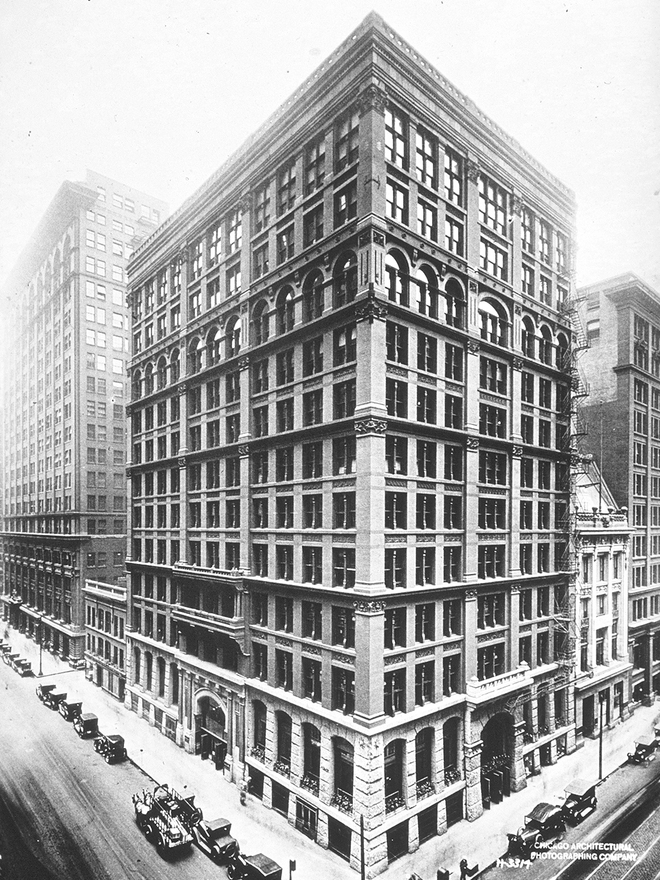
První moderní mrakodrap světa Home Insurance Building v Chicagu, postaven 1885

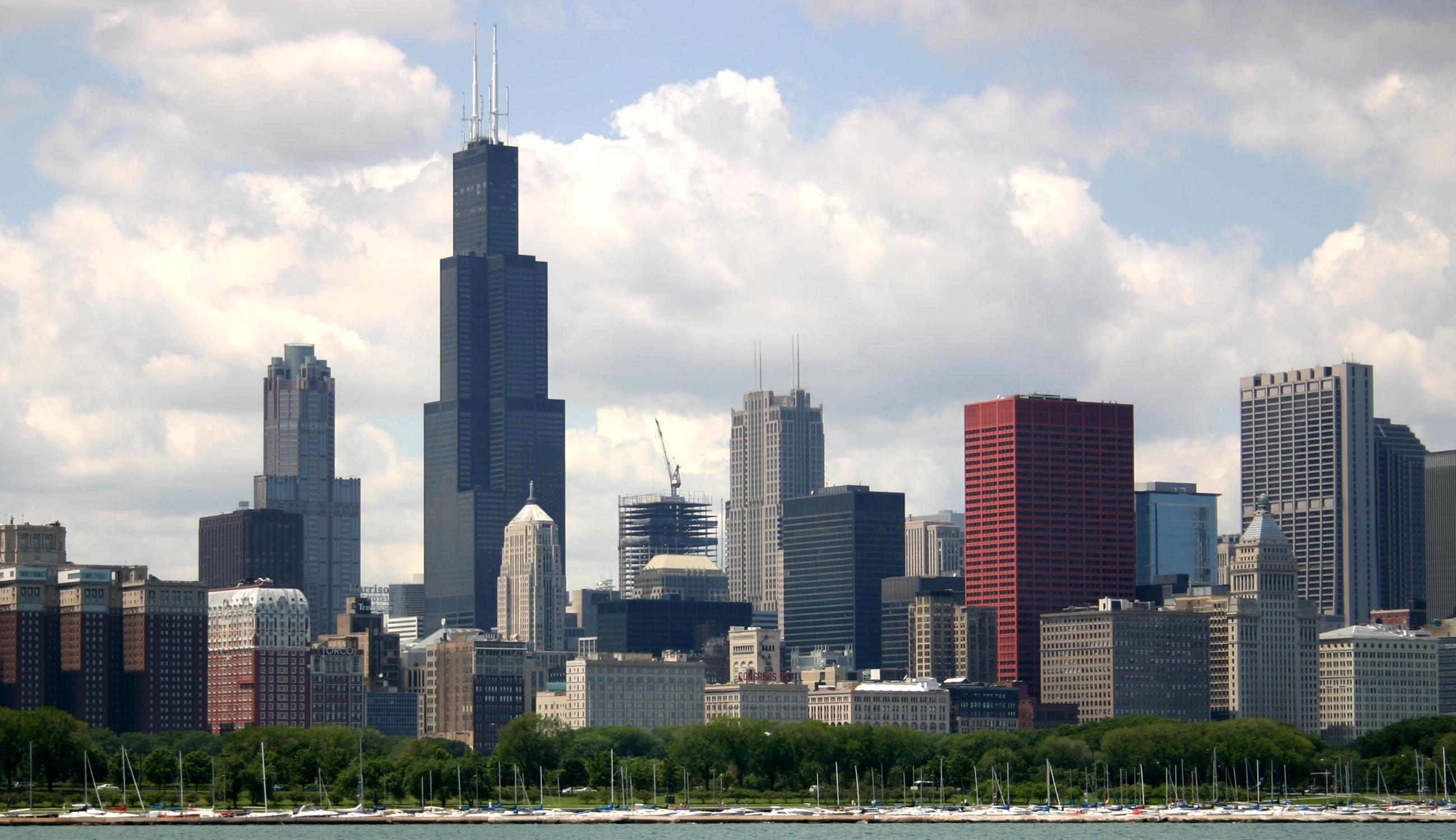
Mrakodrapy v Chicagu. Nejvyšší z nich Willis Tower (dříve Sears Tower)

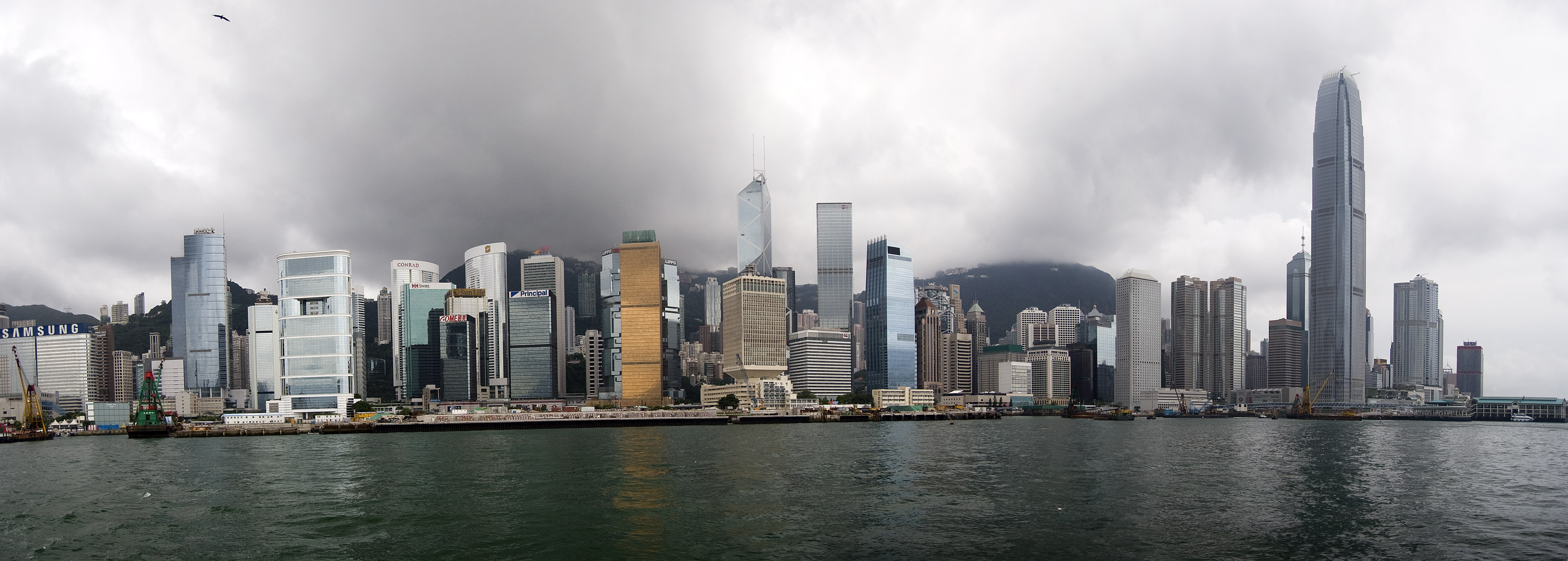
Výškové budovy v Hongkongu

Mrakodrapy v Šanghaji (nejvyšší Shanghai Tower vpravo)

V Evropě v 1. polovině 20. století brzdily rozvoj mrakodrapů obavy z estetiky a požární bezpečnosti. Některé významnější výjimky byly např. 90 m vysoký Royal Liver Building v Liverpoolu z roku 1911; 57 m vysoký Wilhelm-Marx-Haus v Düsseldorfu z roku 1924; 61 m vysoké Kungstornen ve Stockholmu z roku 1925; 89 m vysoká budova Edificio Telefónica v Madridu z roku 1929; 87,5 m vysoký Boerentoren v Antverpách z roku 1932; 66 m vysoká budova pojišťovny Prudential ve Varšavě z roku 1934 a konečně 108 m vysoký Torre Piacentini v Janově z roku 1940. Budova Moskevské státní univerzity (dnes Lomonosovovy univerzity) byla nejvyšší budovou v Evropě v letech 1953–1990.
Chicago a New York spolu soutěžily o nejvyšší budovu světa; New York se ujal vedení roku 1895 dokončením 103 metrů vysoké stavby American Surety Building. New York dále držel toto prvenství se 282 m vysokou Chrysler Building z roku 1930, a poté s 381 m vysokým mrakodrapem Empire State Building, který byl nejvyšší stavbou světa mezi lety 1931–1972. Světové obchodní centrum se stalo poté nejvyšší budovou světa (417 m), bylo však zničeno teroristickým útokem v roce 2001. Již v roce 1974 bylo překonáno stavbou Sears Tower v Chicagu (současný název je Willis Tower, 442 m). Až po 24 letech byla tato budova překonána 452 m vysokými „dvojčaty“ Petronas Twin Towers v malajsijském Kuala Lumpuru, které držely titul nejvyšší budovy světa po dobu šesti let.
Již od 30. let 20. století se začaly objevovat mrakodrapy po celém světě, například v Latinské Americe a v Asii. Po druhé světové válce přibývalo mrakodrapů ve všech velkoměstech světa. Za posledních 30 až 40 let bylo postaveno velké množství výškových budov zejména v Čínské lidové republice. V této druhé nejlidnatější zemi světa se počítá již více než 100 měst s více než jedním milionem obyvatel, a v každém z těchto měst byly a jsou dále stavěny moderní mrakodrapy, mnohé z nich pro obytné účely. Mnoho výškových budov má mj. hlavní město Jižní Koreje Soul. Ovšem mrakodrapy se nacházejí také v Pchjongjangu v Severní Koreji.

## Nejvyšší mrakodrapy
Nejvyšším mrakodrapem na světě je Burdž Chalífa (828 m) v Dubaji ve Spojených arabských emirátech. Hlavním architektem této budovy byl Adrian Smith z renomované chicagské firmy Skidmore, Owings and Merrill. Mrakodrap se stavěl od 21. září 2004 a ještě před dokončením, a to v dubnu 2008, se stal nejvyšší stavbou světa. V lednu 2009 byla dosažena konečná výška 828 metrů včetně antény. Slavnostní otevření proběhlo 4. ledna 2010. Výtahy vedou až do 189. patra ve výšce 638 metrů. Pro běžné užití slouží 163 pater budovy.
V Evropě je nejvyšším mrakodrapem ruská Lachta Centr v Petrohradu. Tato věž je od ledna 2018 vysoká 462 metrů, s 87 podlažími a nástavbou. Druhou nejvyšší budovou Evropy je Věž Federace (374 m) v hlavním městě Ruska Moskvě. Nejvyšší budovou nejen v USA, ale v celé Americe je One World Trade Center v New Yorku s výškou 541,3 m (výška střechy: 417 m, nejvyšší bod: 546,2 m).

## Mrakodrapy v Česku

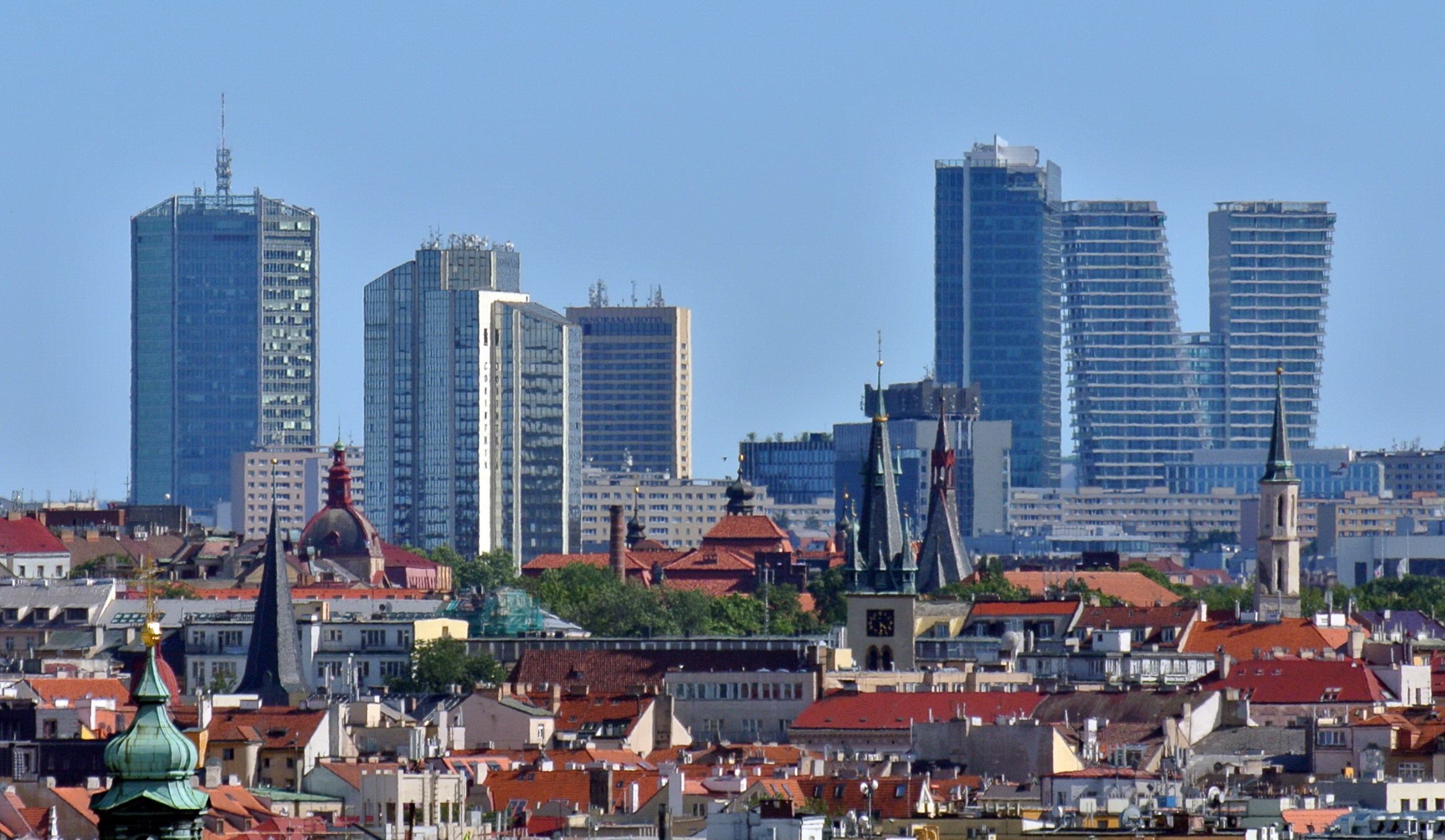
Pražské mrakodrapy na Pankráci

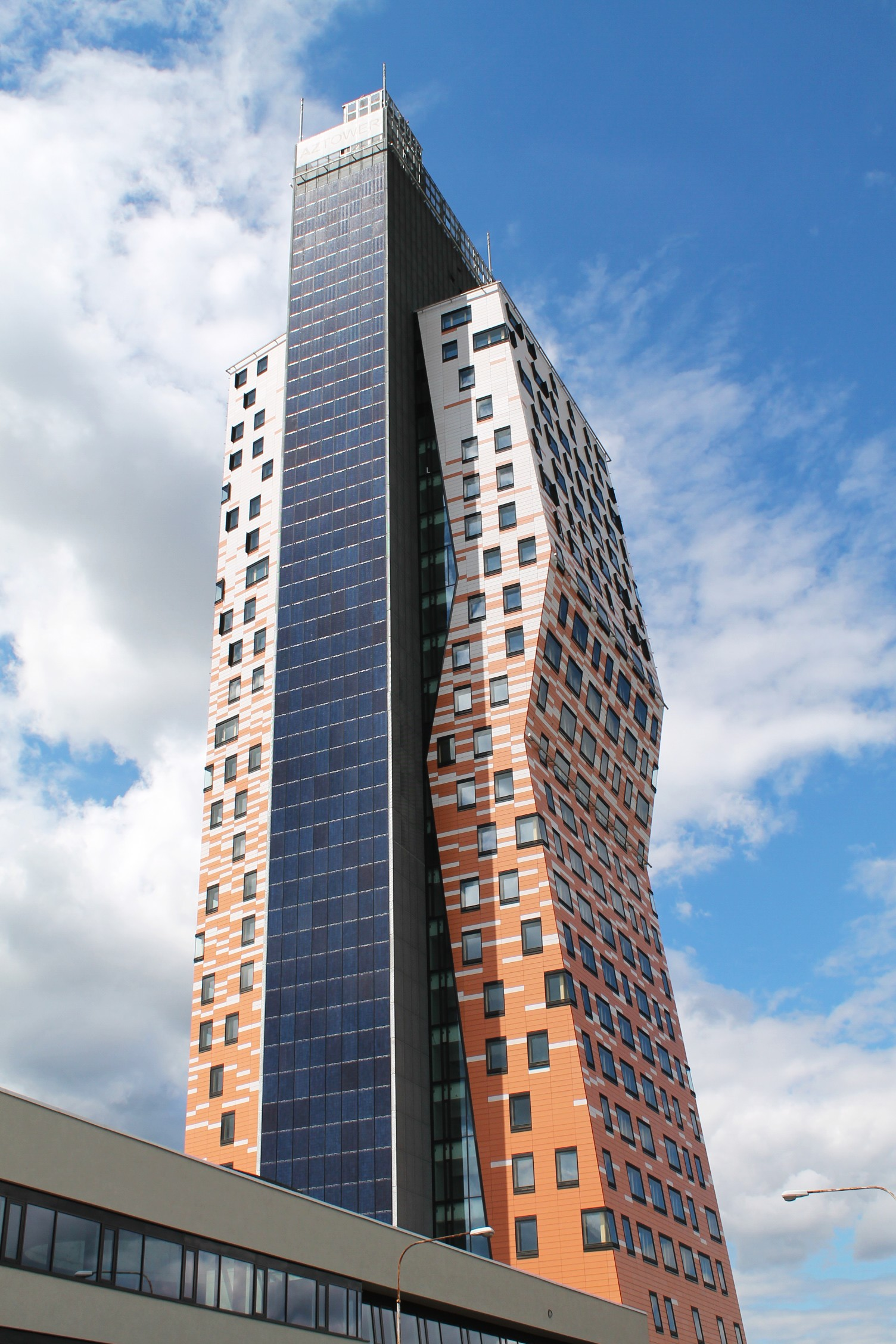
Nejvyšší budova v Česku, AZ Tower v Brně

Po vzniku Československa byla v Plzni postavena osmipodlažní činžovní budova, která byla nazvána „Mrakodrap“. V roce 1930 se stala nejvyšší budovou první republiky nová správní budova Spolku pro chemickou a hutní výrobu v Ústí nad Labem od drážďanské architektonické kanceláře Lossow a Kühne (10 podlaží, 43 metrů). Prvním pražským mrakodrapem byl 52 m vysoký funkcionalistický palác bývalého Všeobecného penzijního ústavu, dnes Dům odborových svazů (1934, architekti: Josef Havlíček a Karel Honzík) na Žižkově. V roce 1938 byl dostavěn tzv. Baťův mrakodrap ve Zlíně, který byl s výškou 77,5 m ve své době druhým nejvyšším mrakodrapem v Evropě, po mrakodrapu Boerentoren v Antverpách.
V současnosti se nejvíce výškových domů v Česku nachází v Praze a v Brně, celkem čtyři přesahují výšku 100 metrů a je možné je nazývat jako mrakodrapy.
Nejvyšším současným mrakodrapem v Česku je brněnská věž AZ Tower se 111 metry. Její stavba probíhala v letech 2011–2013. Druhá nejvyšší budova v Česku stojí v Praze na Pankrácké pláni, měří 109 metrů a nazývá se City Tower, původně měla být budova sídlem Československého rozhlasu. Byla postavena mezi lety 1985 až 1993, v roce 2008 prošla velkou přestavbou. Je využívána především jako kanceláře. Třetí nejvyšší budova se nachází také v Praze na Pankráci, jmenuje se City Empiria a má 27 podlaží a výšku 104 m. Byla postavena v roce 1977 jako sídlo firmy PZO Motokov. Je využívána především jako administrativní budova. 104 metry vysoká je také v roce 2018 dokončená věž V Tower v Praze.
Mezi plánované české mrakodrapy patří 135 m vysoký Top Tower, který měl vyrůst do roku 2024 v pražských Nových Butovicích a 238 m vysoký Ostrava Tower, který měl být dokončen k roku 2026, ovšem ani k polovině roku 2023 nebylo zažádáno o stavební povolení a jejich stavba nezačala.

## Galerie

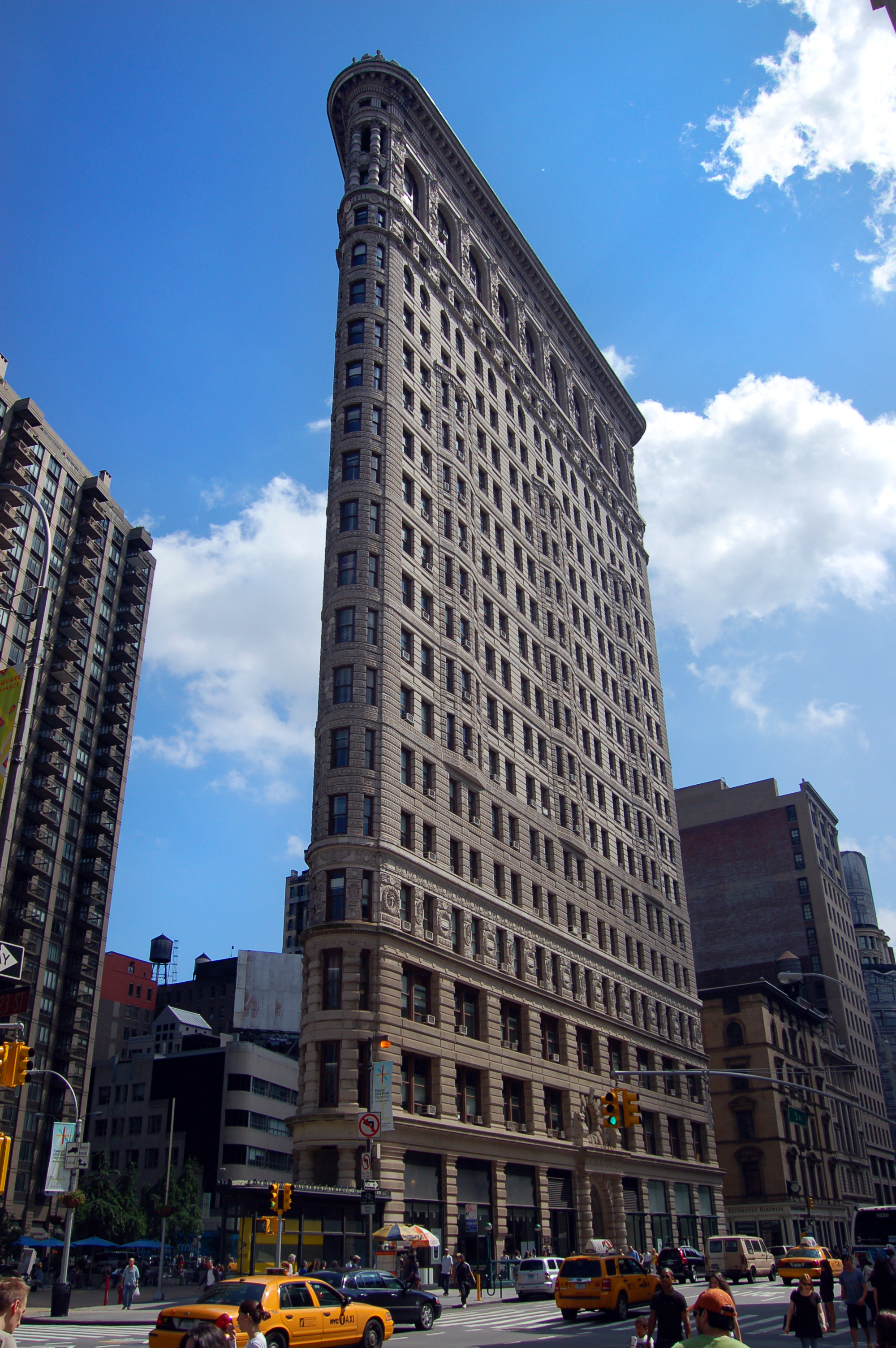
Flatiron Building („Žehlička“) v New Yorku, postaveno 1902
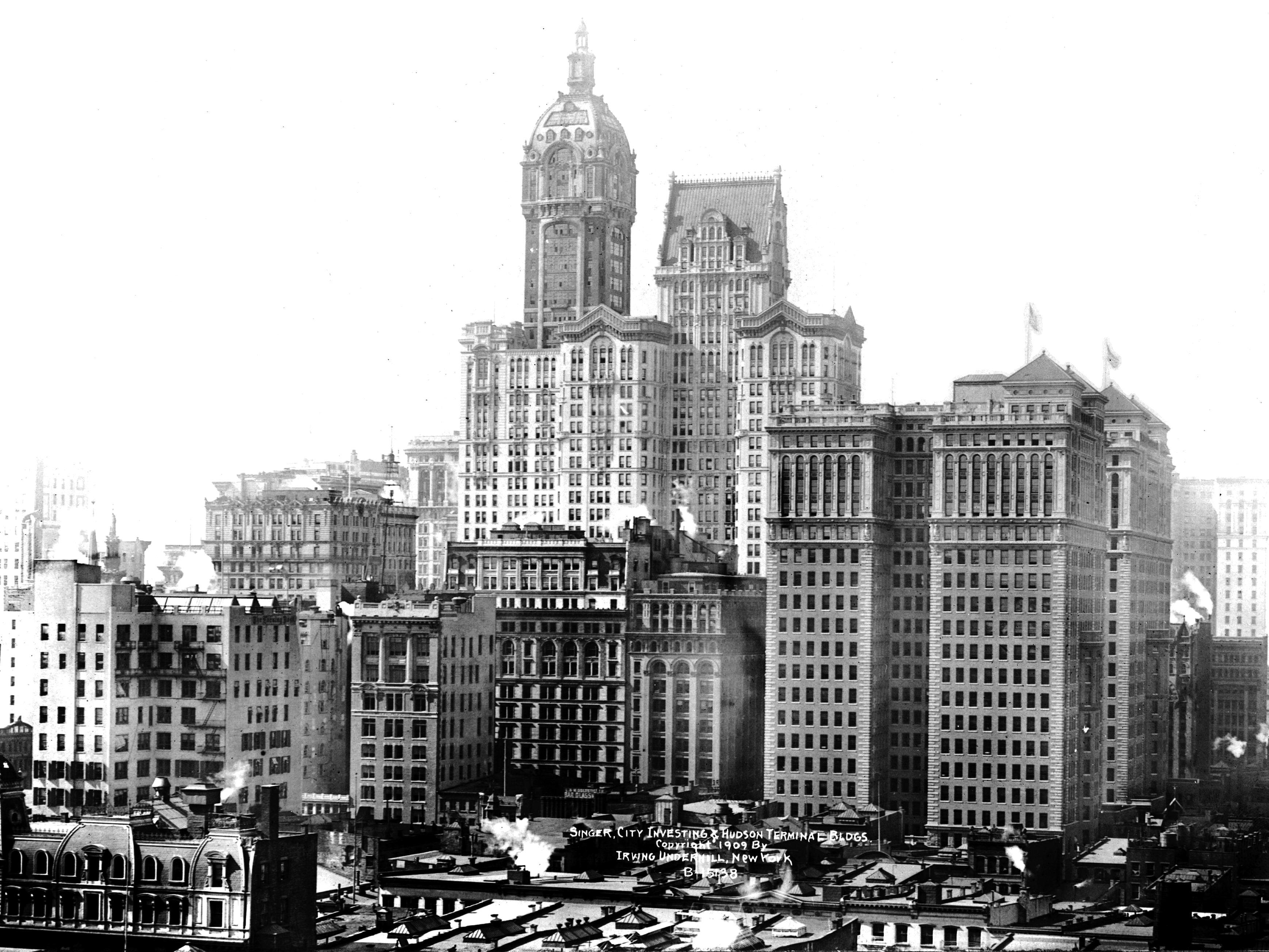
Singer Building, City Investing Building a Hudson Terminal v roce 1909
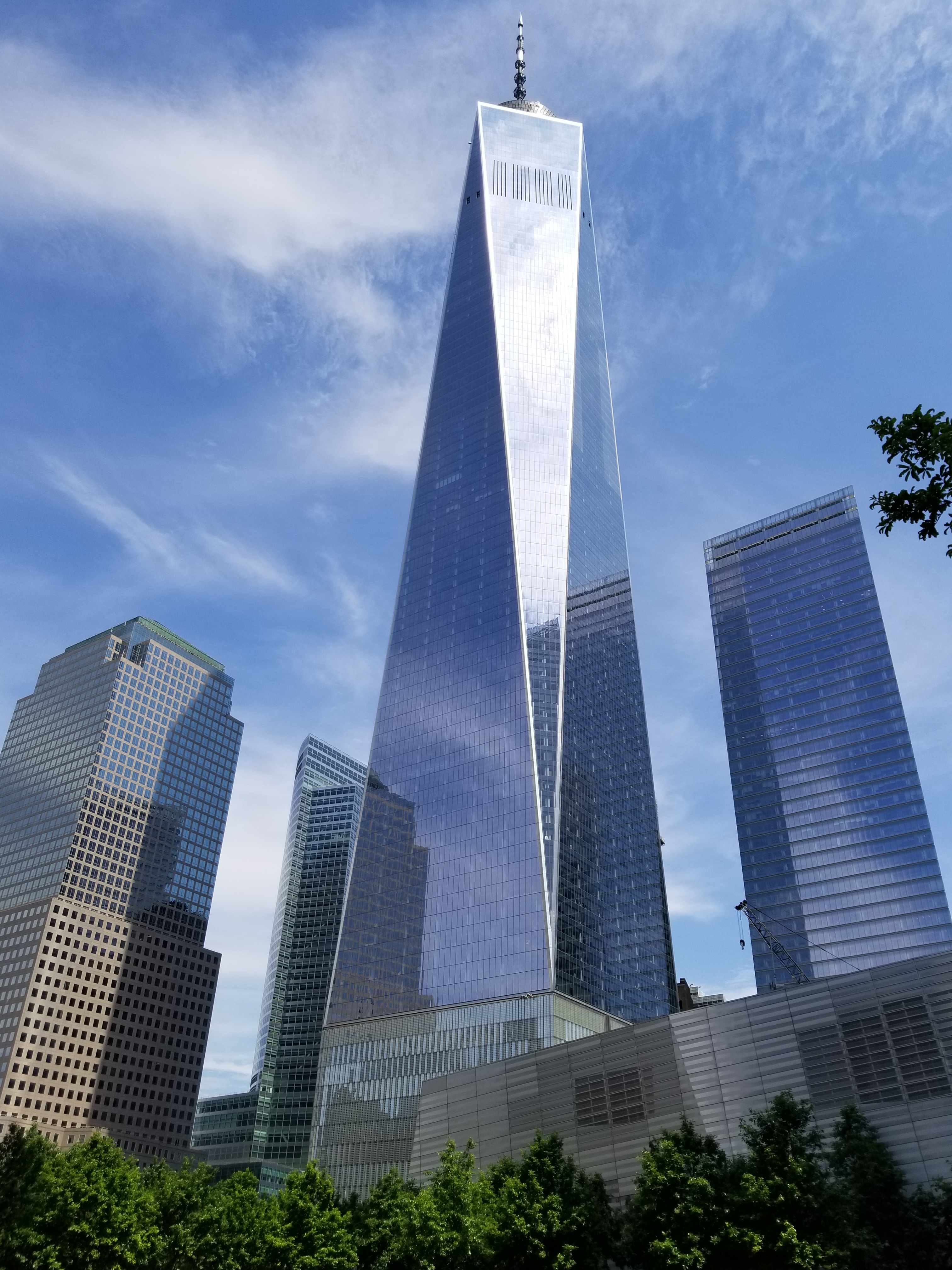
Mrakodrap One World Trade Center je jeden z nejdražších a nejbezpečnějších na světě. Postaven byl v roce 2013 v New Yorku
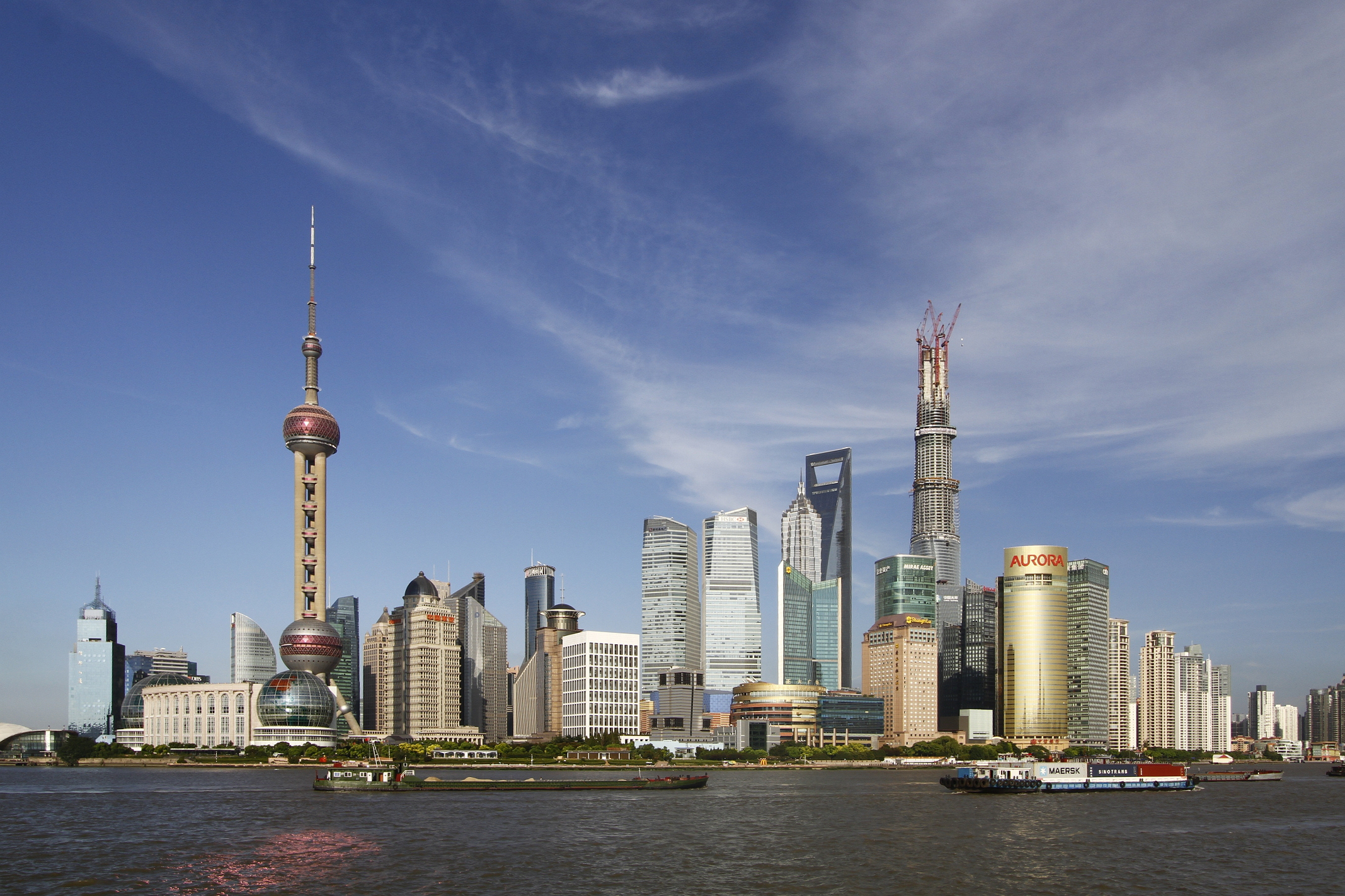
Panorama čtvrti Pchu-tung v čínské Šanghaji
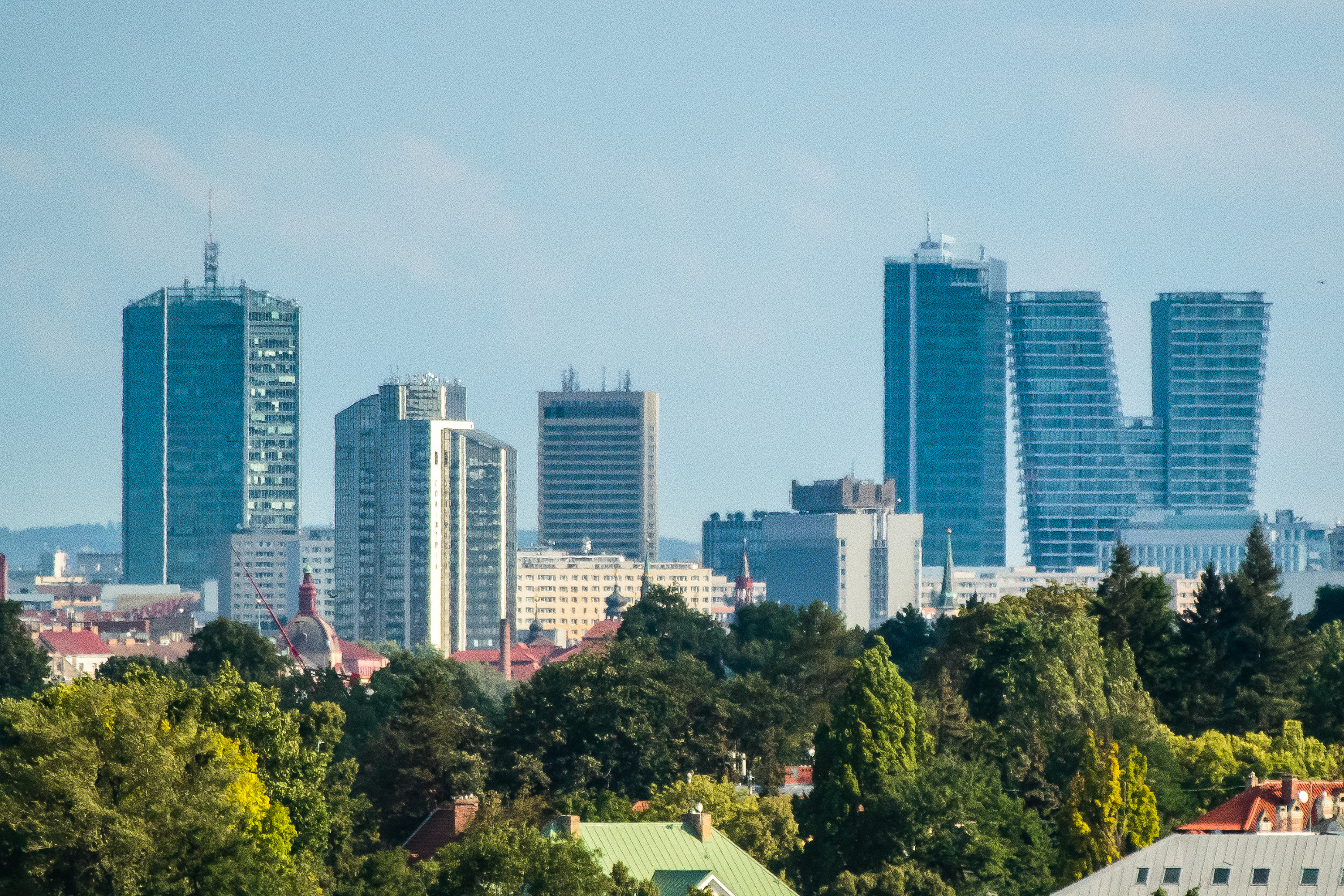
Panorama pražského Pankráce